# Rockin' Roller
Rockin' Roller was een stalen junior-achtbaan in het attractiepark Six Flags St. Louis in de Amerikaanse staat Missouri.
De achtbaan heette van 1975 tot 1984 Rock Candy Express. Hierna heette de baan tot 2005 Acme Gravity Powered Roller Ride en in 2006 werd de naam veranderd naar de laatst gebruikte naam Rockin' Roller.
Huidig: American Thunder · Batman: The Ride · Boomerang · Mr. Freeze · Ninja · River King Mine Train · Pandemonium · Rookie Racer · Screamin' Eagle · The Boss
Verdwenen:
Rockin' Roller · Big Bend · Jet Scream